# 3rd Super Robot Wars Alpha
Super Robot Wars Alpha 3: To the End of the Galaxy (第3次スーパーロボット大戦α 終焉の銀河へ?, Dai-San-Ji Sūpā Robotto Taisen Arufa: Shūen no Ginga he) è un videogioco per PlayStation 2 prodotto dalla Banpresto, l'ultimo gioco della serie Super Robot Wars Alpha, chiamato in Occidente anche 3rd Super Robot Wars Alpha o Super Robot Taisen Alpha 3. Contiene uno dei più ampi set di personaggi messi insieme per un titolo di Super Robot Wars. Le serie che debuttano in questo titolo sono Mobile Suit Gundam SEED, King of Braves GaoGaiGar Final, Cyber Troopers Virtual On Marz e Cyber Troopers Virtual On Oratorio Tangram.

## Trama
La trama del videogioco è raccontata nel corso dei titoli precedenti, dato che Alpha 3 si concentra principalmente sugli eventi delle seguenti serie: Gundam Seed, Dancougar, Macross 7, Jeeg robot d'acciaio, The End of Evangelion, Gunbuster, GaoGaiGar, Combattler V, Vultus V, General Daimos e Ideon. Tuttavia c'è una trama generale che viene raccontata sullo sfondo delle varie serie. Il gioco inizia alla fine della "guerra dei sigilli" (vista in2nd Super Robot Wars Alpha) con l'equipaggio della Ral Kalium giunta su di una struttura a forma di anello in un campo di asteroidi. Questo Crossgate (questo è il suo nome) permette all'Excelion (che è esploso alla fine del primo titolo della serie Alpha) ed alla sua truppa di riapparire nonostante l'"assenza" di due anni. Il videogioco a questo punto fa un riassunto degli eventi dei precedenti videogiochi ed, a seconda del personaggio che il giocatore ha scelto all'inizio del gioco, inizia il gioco vero e proprio. Man mano che la storia va avanti gli eroi del videogioco si troveranno a combattere contro Akashic Record per fermare la distruzione della galassia.

## Serie presenti nel gioco
- Serie originali create dalla Banpresto
- Aim for the Top! Gunbuster
- Cyber Troopers Virtual On (debutto)
- Cyber Troopers Virtual On: Oratorio Tangram (debutto)
- Cyber Troopers Virtual On: Marz (debutto)
- Demon-Dragon of Space Gaiking
- Demon-God of War Goshogun
- Getter Robot
- Getter Robot G
- Shin Getter Robot (Manga version)
- Invincible Steel Man Daitarn 3
- King of Braves GaoGaiGar
- King of Braves GaoGaiGar Final (debutto)
- Mazinga Z
- Great Mazinga
- Mazinkaiser
- Mobile Suit Gundam 0083: Stardust Memory
- Mobile Suit Z Gundam
- Mobile Suit ZZ Gundam
- Mobile Suit Gundam: Char's Counterattack
- New Mobile Report Gundam Wing: Endless Waltz
- Mobile Suit Gundam SEED (debutto)
- Super Electromagnetic Robot Combattler V
- Super Electromagnetic Machine Voltes V
- Brave Leader Daimos
- Neon Genesis Evangelion
- Neon Genesis Evangelion: The End of Evangelion
- Brave Raideen
- Space Runaway Ideon
- Jeeg robot d'acciaio
- Super Beast Machine God Dancouga
- The Super Dimension Fortress Macross: Do You Remember Love?
- Macross Plus
- Macross 7

## Accoglienza
Ai PlayStation Awards 2006 assegnati dalla Sony Computer Entertainment, è stato uno dei riceventi del "premio d'oro" per aver venduto tra le 500.000 e le 1.000.000 di copie.